# Shahrestān di Sarvestan
Lo shahrestān di Sarvestan (farsi شهرستان سروستان) è uno dei 29 shahrestān della provincia di Fars, in Iran. Il capoluogo è Sarvestan. Precedentemente era una circoscrizione dello shahrestān di Shiraz. 